# Västergötlands runinskrifter 15
Västergötlands runinskrifter 15 är en runsten cirka 20 meter öster om ån Tidan i närhet av Mariestads biodlarförening. Stenens nuvarande placering uppges vara dess ursprungliga plats.

## Inskriften
Translitterering av runraden:
⁑ hruar : raisti : stein : þino : iftir : þorir : sun : sin :
Normalisering till runsvenska:
Hroarr ræisti stæin þenna æftiʀ Þori, sun sinn.
Översättning till nusvenska:
Roar reste denna sten efter Tore, sin son.